# NGC 4735
NGC 4735 је спирална галаксија у сазвежђу Береникина коса која се налази на NGC листи објеката дубоког неба.
Деклинација објекта је + 28° 55' 41" а ректасцензија 12h 51m 1,9s. Привидна величина (магнитуда) објекта NGC 4735 износи 14,6 а фотографска магнитуда 15,4. NGC 4735 је још познат и под ознакама MCG 5-30-104, CGCG 159-91, KUG 1248+291, IRAS 12485+2911, PGC 43509.